# Blosville
Blosville ist eine französische Gemeinde mit 322 Einwohnern (Stand 1. Januar 2022) im Département Manche in der Region Normandie.

## Geografie
Das Straßendorf Blosville liegt auf einer mittleren Höhe von 26 Metern über dem Meeresspiegel auf der Halbinsel Cotentin, 32 Kilometer nordwestlich von Saint-Lô, dem Sitz der Präfektur des Départements und 9,2 Kilometer südwestlich von Utah Beach, einem Landungsabschnitt der Alliierten im Zweiten Weltkrieg. Die Gemeinde gehört zum Regionalen Naturpark Marais du Cotentin et du Bessin, wird von der Nationalstraße 13 tangiert und ist von den Nachbargemeinden Hiesville, Carquebut und Chef-du-Pont umgeben. Das Gemeindegebiet hat eine Fläche von 4,22 Quadratkilometern.

## Geschichte
In Blosville gibt es viele Gebäude aus dem 17., 18. und 19. Jahrhundert. 1722 verzeichnete die Gemeinde 60 „Feuerstellen“ (Haushalte) und hatte 1770 164 Einwohner.

### Einwohnerentwicklung
| Jahr      | 1793 | 1821 | 1851 | 1876 | 1901 | 1931 | 1962 | 1982 | 1999 | 2018 |
| Einwohner | 320  | 406  | 437  | 427  | 327  | 274  | 319  | 210  | 206  | 317  |

## Kultur und Sehenswürdigkeiten
Die Kirche Notre-Dame-de-l’Assomption (Mariä Aufnahme in den Himmel) wurde im 13. Jahrhundert erbaut. In der ersten Hälfte des 18. Jahrhunderts wurden Chor und Sakristei umgebaut. Die Sakristei trägt die Jahreszahl 1716.
Auf dem Friedhof, der zur Kirche gehört, befindet sich ein Kreuz aus Kalkstein in dessen Sockel eine Inschrift mit der Jahreszahl 1635 eingraviert ist.
In der Kirche selbst befindet sich ein sogenannter Ruhmesbalken, der quer durch den Triumphbogen verläuft. Auf dem Balken steht ein Kruzifix aus Holz, Farbe und Gold. Der Balken wurde zu Beginn des 19. Jahrhunderts erneuert. Der Bildhauer Savary kopierte dabei den Balken der Kirche von Cherbourg. Der Ruhmesbalken in Blosville ist seit 1959 als Monument historique (‚historisches Denkmal‘) klassifiziert.